# Zagórz (stacja kolejowa)
Zagórz – stacja kolejowa w Zagórzu. Przy stacji działa całodobowo posterunek Straży Ochrony Kolei.

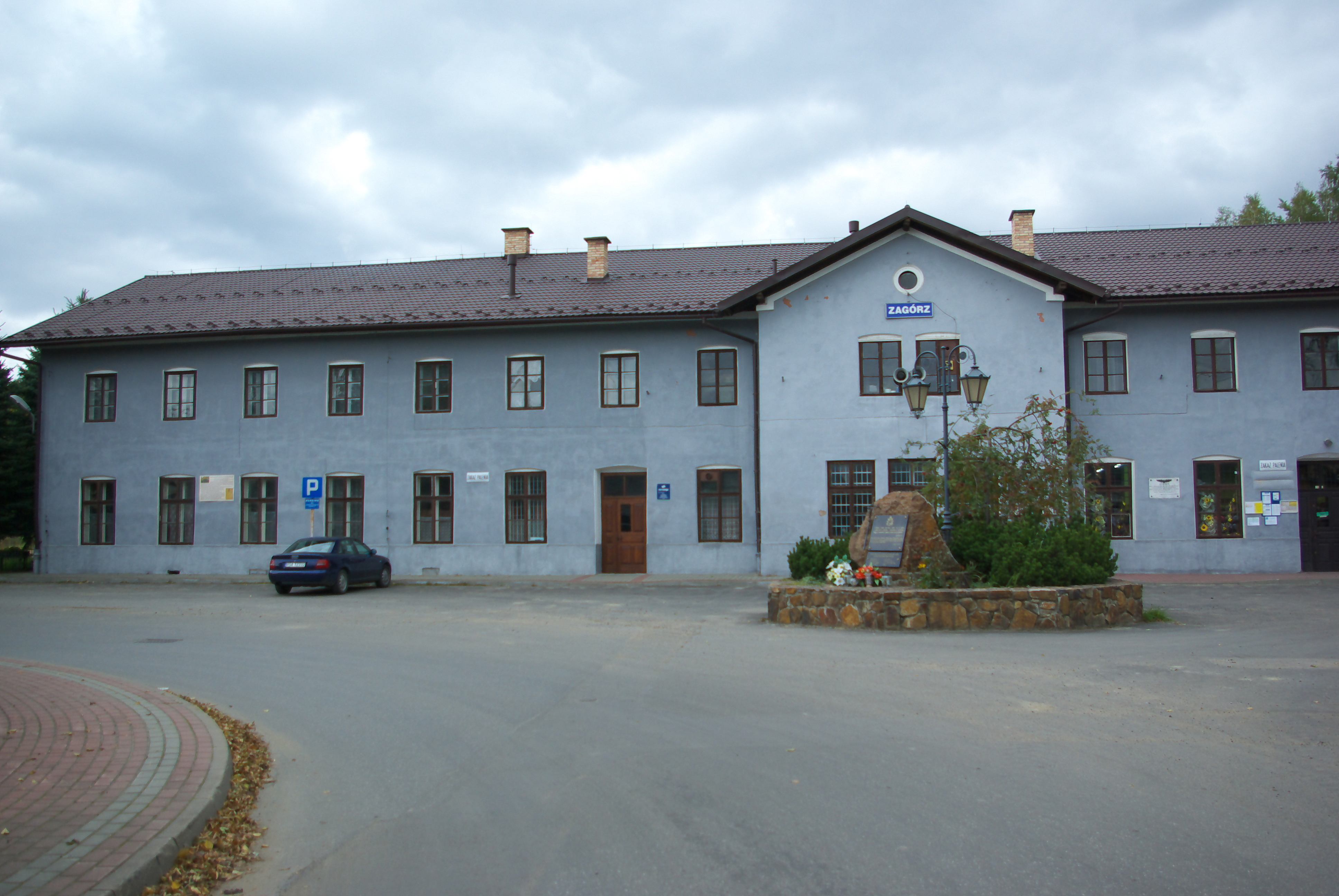
Budynek dworca

## Ruch pasażerski
| Rok  | Wymiana pasażerska na dobę |
| ---- | -------------------------- |
| 2017 | 10-19                      |
| 2022 | 20-49                      |

## Historia
Dworzec kolejowy w Zagórzu ukończono w 1917. Budowa kolei przez Zagórz miała na celu połączenie Wiednia i Budapesztu z galicyjską twierdzą Przemyśl. Zagórz w tamtym czasie był maleńką i biedną wioską. Cały odcinek biegnący ze Słowacji przez Komańczę, Zagórz, Chyrów na Ukrainie do Przemyśla stał się przejezdny 25 grudnia 1872. Linia kolejowa Jasło – Zagórz jest o 12 lat młodsza od pozostałych. Poszczególne odcinki linii oddawano do eksploatacji w następujących terminach: Przemyśl-Chyrów; 33,2 km – 13 maja 1872. Chyrów-Krościenko; 19,4 km – 1 lipca 1872. Krościenko-Ustrzyki Dolne; 8,1 km – 3 września 1872. Ustrzyki Dolne-Zagórz-Komańcza; 70,2 km – 12 listopada 1872. Komańcza-Łupków; 13,7 km – 18 grudnia 1872.
W dniu 19 września 1880 przez stację przejeżdżał pociągiem dworskim podróżujący po Galicji cesarz Austrii Franciszek Józef I, który zatrzymał się i spotkał z przedstawicielami władz i ludnością.
W 1892 w Starym Zagórzu zlikwidowano Warsztaty Kolejowe, przenosząc 400 pracowników do ówczesnych Warsztatów w Nowym Sączu, zaś warsztaty zostały wynajęte Fabryce Wagonów i Maszyn w Sanoku Kazimierz Lipiński, obecny Autosan.
Na budynku stacji została umieszczona tablica pamiątkowa o treści inskrypcji: 1872–1972. Dla upamiętnienia setnej rocznicy zbudowania linii kolejowej Krościenko-Zagórz-Łupków oraz poniesionego trudu kilku pokoleń kolejarzy. Pracownicy Węzła PKP Zagórz.
Od 14 grudnia 2014 po kilku latach przerwy do Zagórza wróciły pociągi dalekobieżne (pociąg PKP Intercity TLK „Monciak” z Gdyni Głównej do Zagórza).

## Połączenia
- pociąg TLK – Warszawa Zachodnia, przez Jasło, Biecz, Gorlice Zagórzany, Kraków
- pociąg TLK – Piła Główna, przez Jasło, Rzeszów, Tarnobrzeg, Lublin, Warszawę Centralną, Toruń
- pociąg regio – Jasło, przez Sanok, Krosno
- pociąg regio ''Bieszczadzki Żaczek'' – Rzeszów Główny-Komańcza.

## Galeria

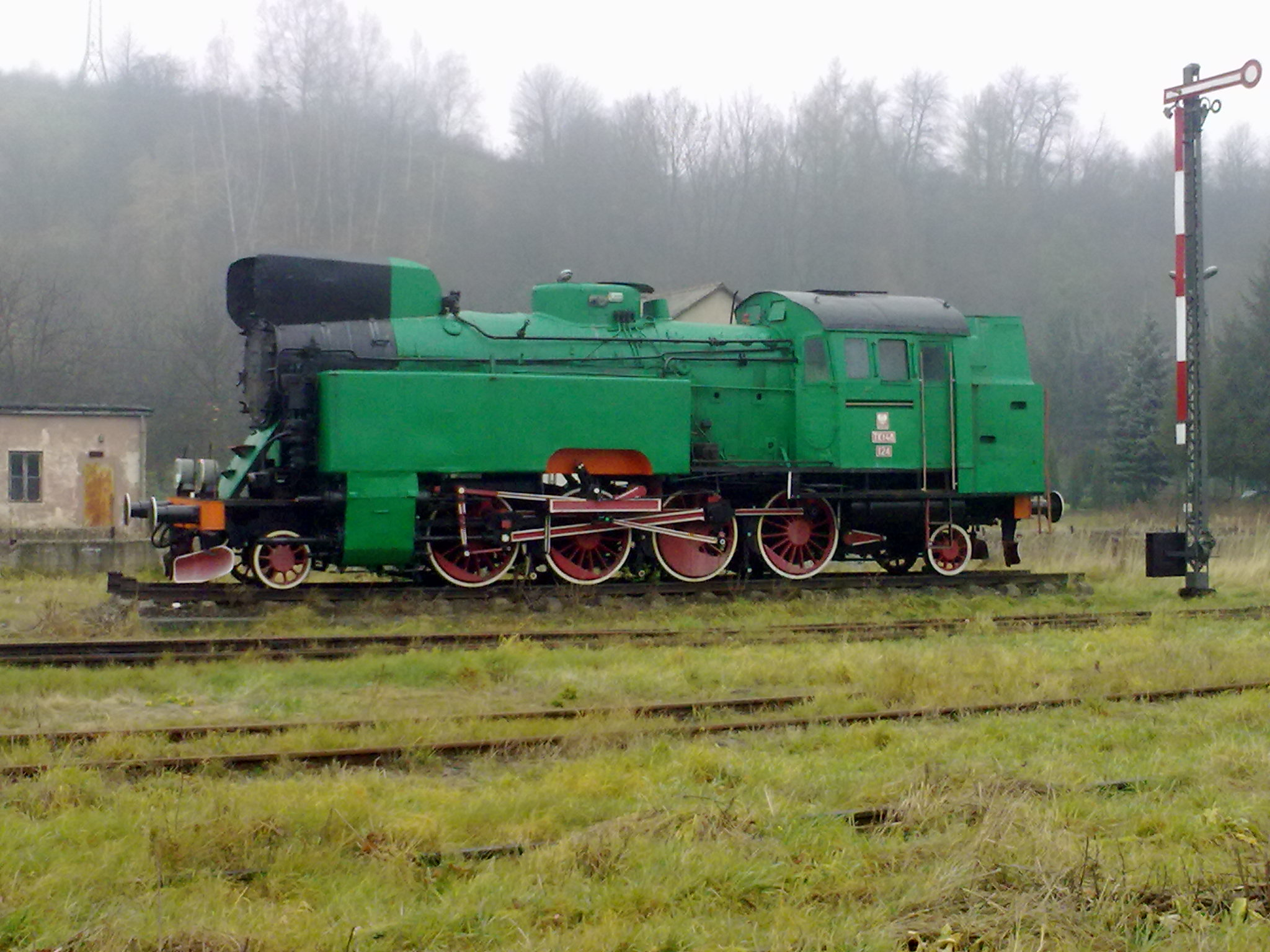
Zabytkowa lokomotywa parowa TKt48-124 w stacji Zagórz
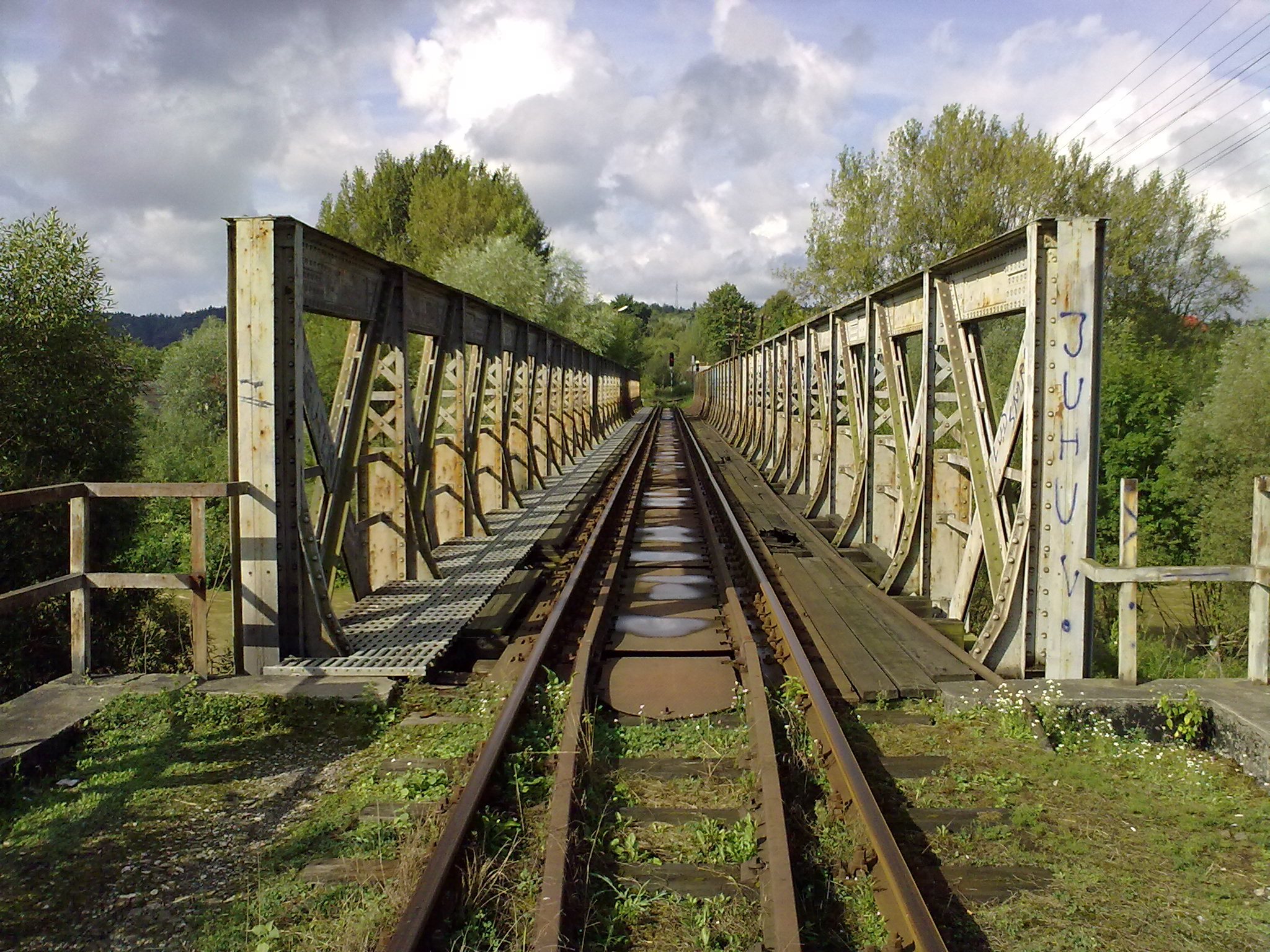
Most kolejowy na rzece Osława w Zagórzu
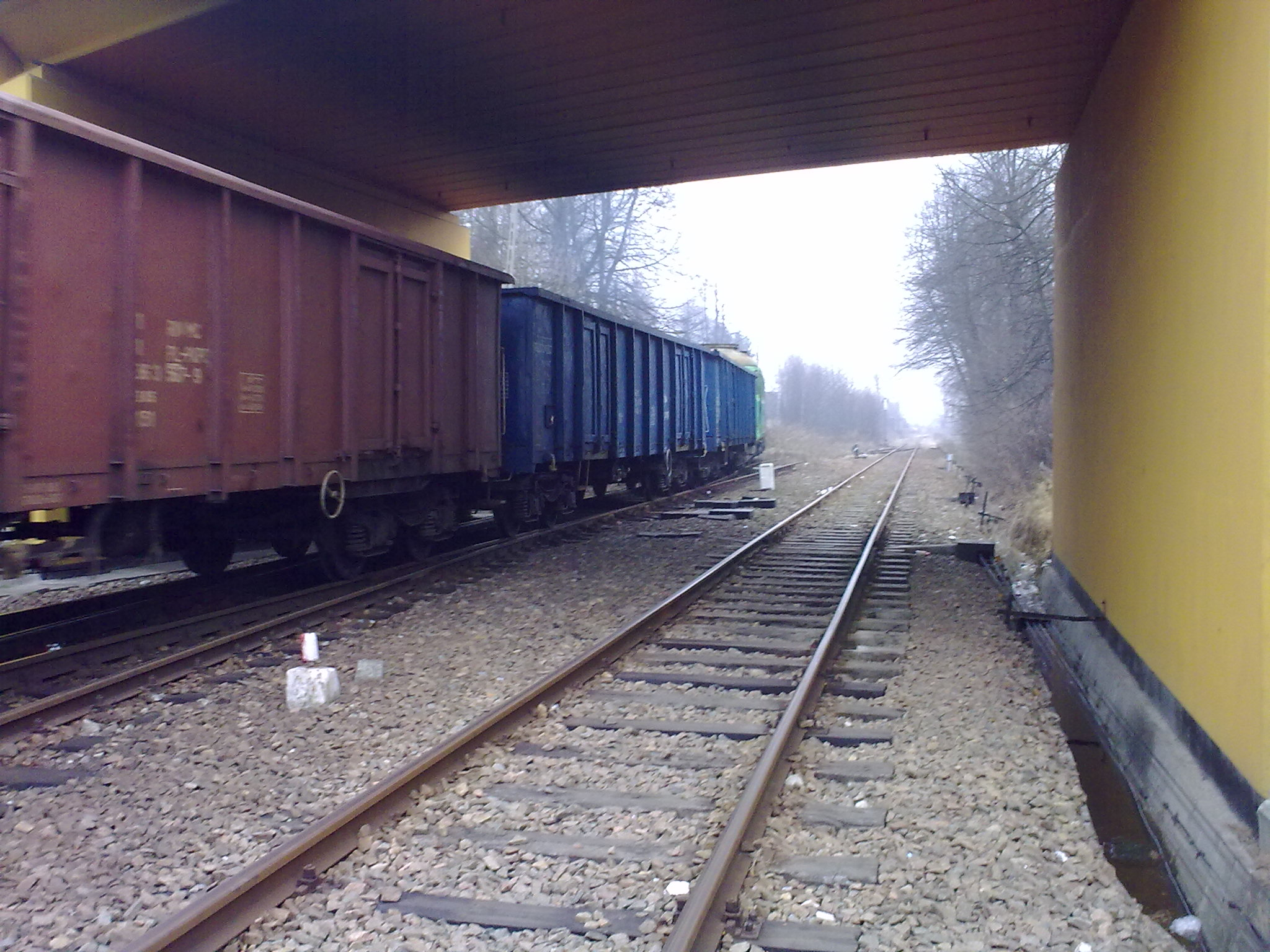
Skład towarowy odjeżdżający do Jasła ze stacji Zagórz
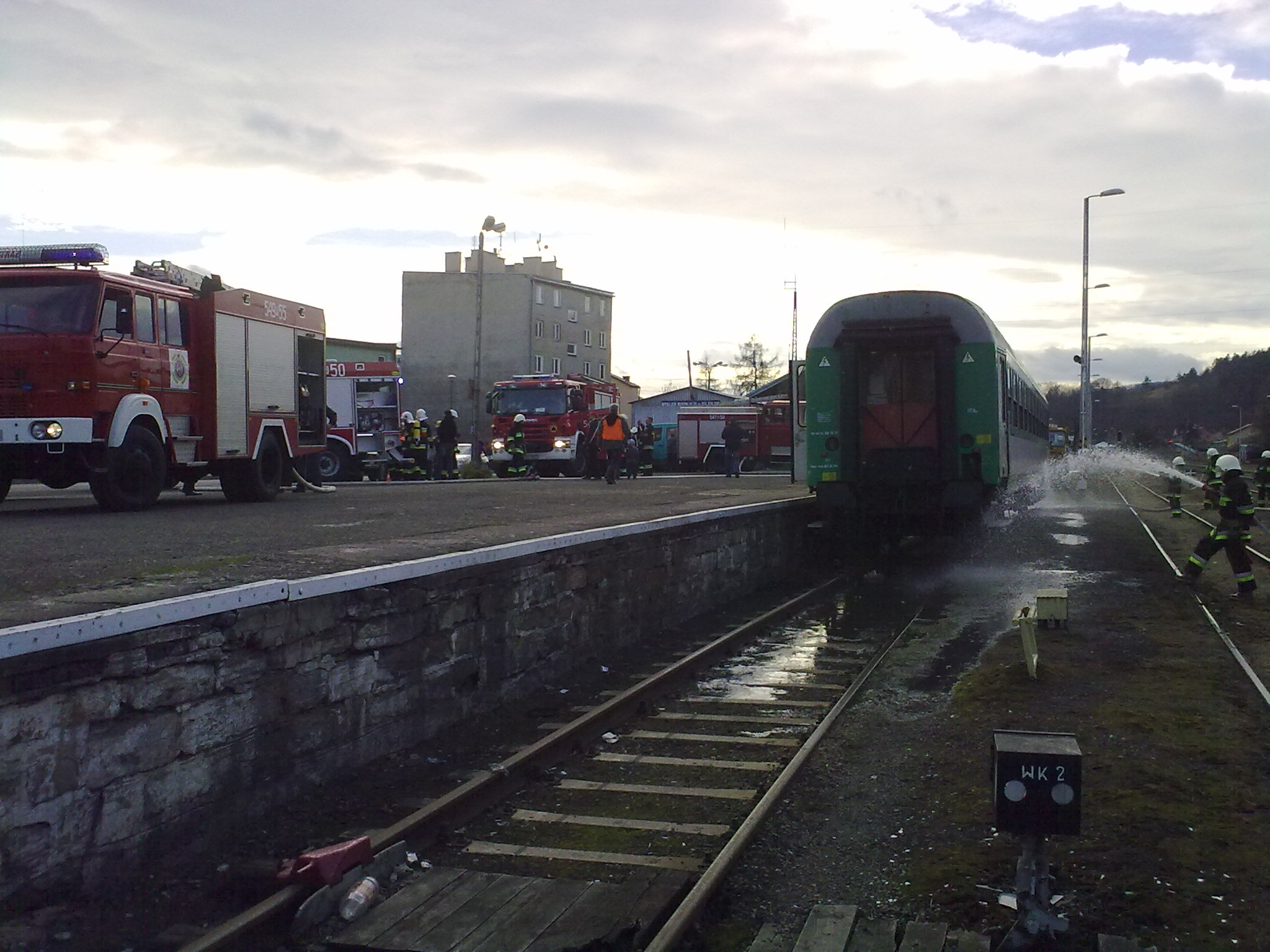
Ćwiczenia jednostek OSP w stacji Zagórz
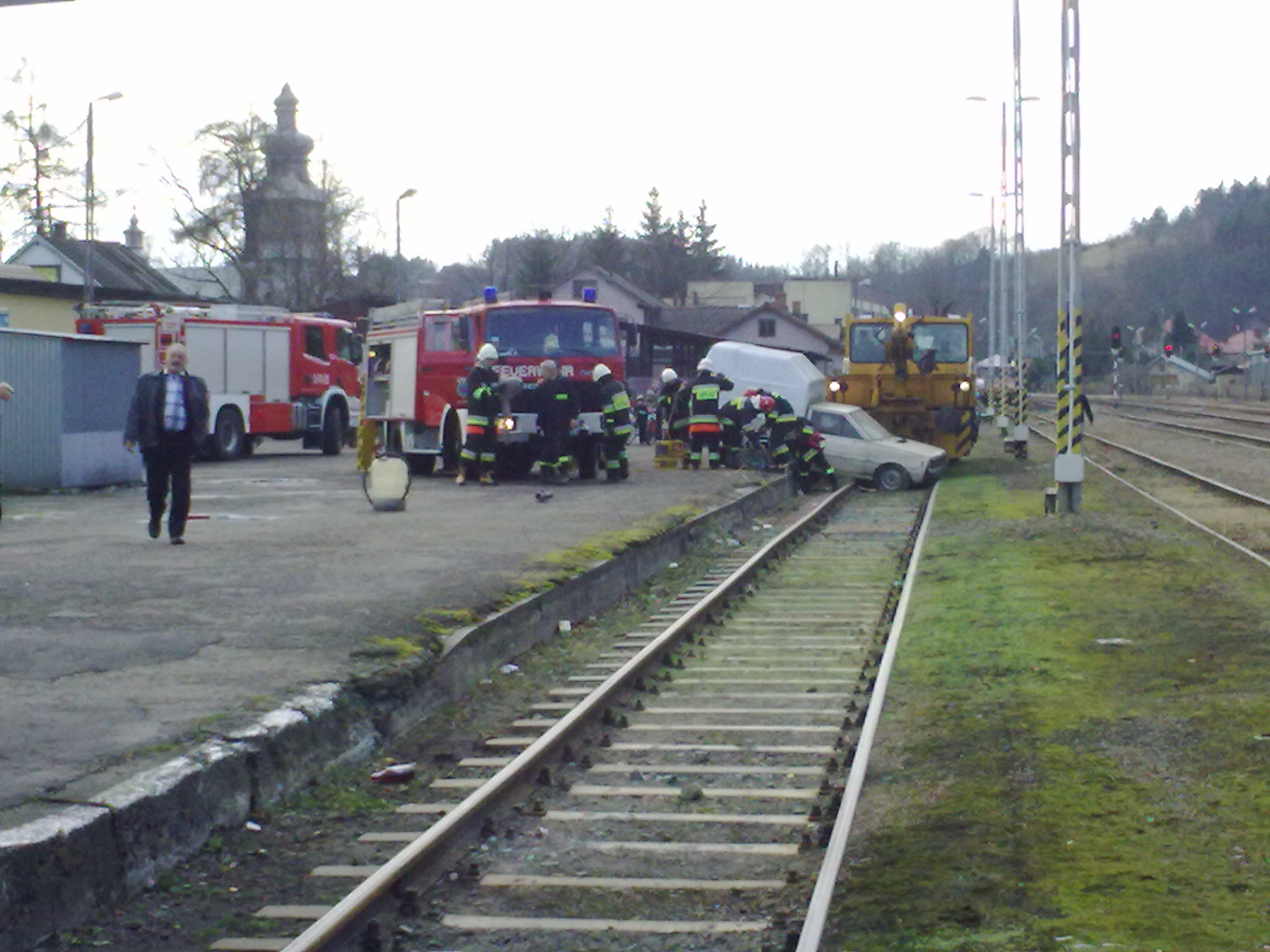
Ćwiczenia jednostek OSP w stacji Zagórz
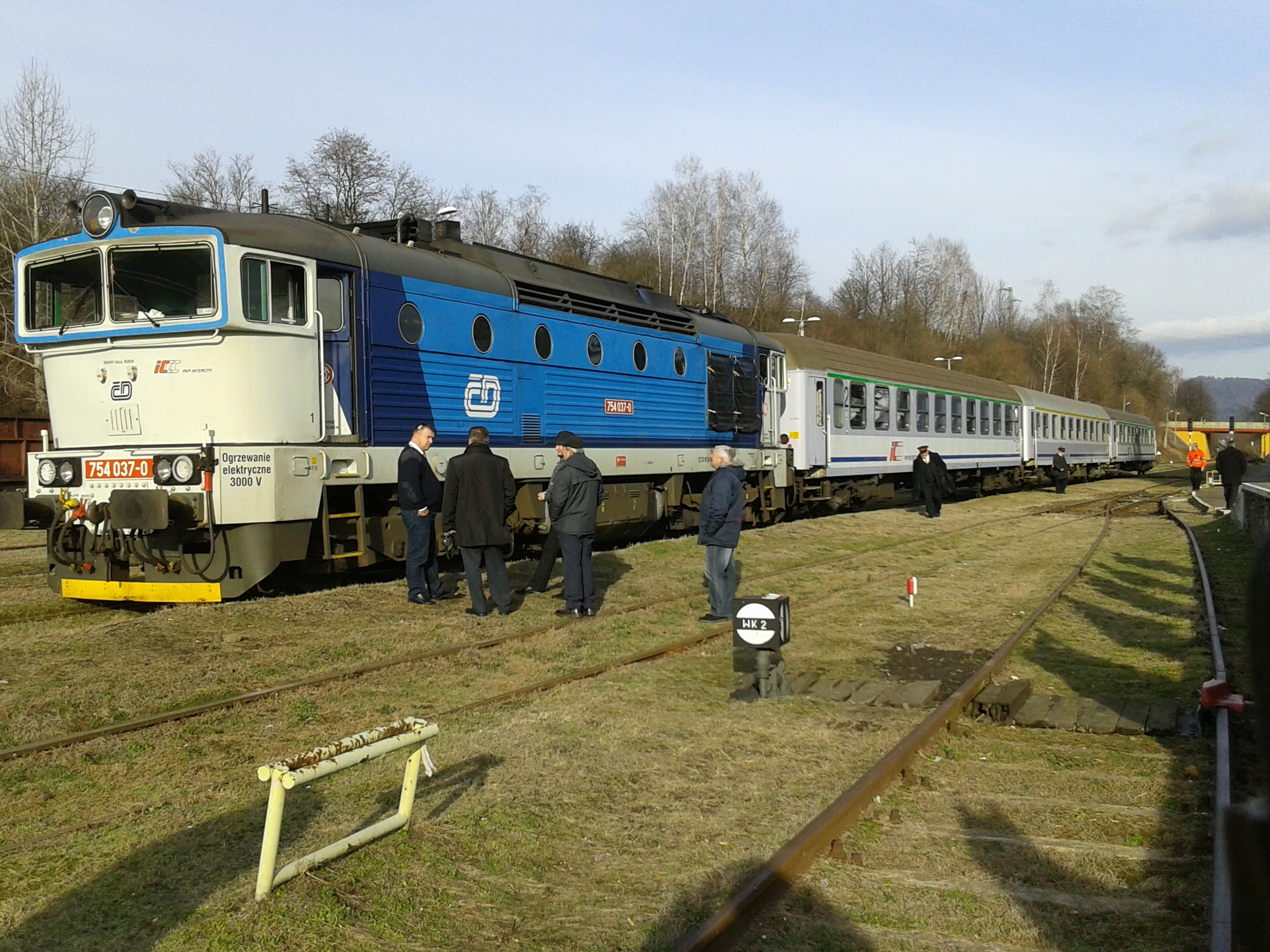
Pierwszy pociąg PKP InterCity TLK „Monciak” z Gdyni Głównej do Zagórza